# Jonel Désiré
Jonel Désiré (Mirebalais, 12 febbraio 1997) è un calciatore haitiano, attaccante del West Armenia.

## Carriera

### Club
Dopo aver giocato in patria con il Mirebalais e il Capoise, nel 2017 si è trasferito al Real Monarchs, una filiale del Real Salt Lake, franchigia della Major League Soccer. Nel 2018 ha fatto ritorno in patria, tra le file del Mirebalais. Qualche mese più tardi, è stato acquistato dagli armeni del Lori. Due stagioni dopo, si è trasferito all'Urartu, altro club armeno.

### Nazionale
Ha giocato nella nazionale haitiana Unde-17.
Nel 2015 ha preso parte al campionato nordamericano Under-20. Nello stesso anno ha anche esordito in nazionale maggiore; in seguito è stato convocato per la CONCACAF Gold Cup 2019.

## Statistiche

### Presenze e reti nei club
Statistiche aggiornate al 16 dicembre 2021.
| Stagione        | Squadra         | Campionato      | Campionato | Campionato | Coppe nazionali | Coppe nazionali | Coppe nazionali | Coppe continentali | Coppe continentali | Coppe continentali | Altre coppe | Altre coppe | Altre coppe | Totale | Totale |
| Stagione        | Squadra         | Comp            | Pres       | Reti       | Comp            | Pres            | Reti            | Comp               | Pres               | Reti               | Comp        | Pres        | Reti        | Pres   | Reti   |
| --------------- | --------------- | --------------- | ---------- | ---------- | --------------- | --------------- | --------------- | ------------------ | ------------------ | ------------------ | ----------- | ----------- | ----------- | ------ | ------ |
| 2017            | Real Monarchs   | USL             | 8          | 0          |                 | -               | -               |                    | -                  | -                  |             | -           | -           | 8      | 0      |
| 2018-2019       | Lori            | BC              | 25         | 17         | CA              | 5               | 0               |                    | -                  | -                  |             | -           | -           | 30     | 17     |
| 2019-2020       | Lori            | BC              | 23         | 12         | CA              | 1               | 0               |                    | -                  | -                  |             | -           | -           | 24     | 12     |
| Totale Lori     | Totale Lori     | Totale Lori     | 48         | 29         |                 | 6               | 0               |                    | -                  | -                  |             | -           | -           | 54     | 29     |
| 2020-2021       | Urartu          | BC              | 17         | 8          | CA              | 4               | 1               |                    | -                  | -                  |             | -           | -           | 21     | 9      |
| 2021-2022       | Urartu          | BC              | 12         | 3          | CA              | 1               | 1               |                    | -                  | -                  |             | -           | -           | 13     | 4      |
| Totale Urartu   | Totale Urartu   | Totale Urartu   | 29         | 11         |                 | 5               | 2               |                    | -                  | -                  |             | -           | -           | 34     | 13     |
| Totale carriera | Totale carriera | Totale carriera | 85         | 40         |                 | 11              | 2               |                    | -                  | -                  |             | -           | -           | 96     | 42     |

### Cronologia presenze e reti in nazionale
| Cronologia completa delle presenze e delle reti in nazionale ― Haiti | Cronologia completa delle presenze e delle reti in nazionale ― Haiti | Cronologia completa delle presenze e delle reti in nazionale ― Haiti | Cronologia completa delle presenze e delle reti in nazionale ― Haiti | Cronologia completa delle presenze e delle reti in nazionale ― Haiti | Cronologia completa delle presenze e delle reti in nazionale ― Haiti | Cronologia completa delle presenze e delle reti in nazionale ― Haiti | Cronologia completa delle presenze e delle reti in nazionale ― Haiti |
| Data                                                                 | Città                                                                | In casa                                                              | Risultato                                                            | Ospiti                                                               | Competizione                                                         | Reti                                                                 | Note                                                                 |
| -------------------------------------------------------------------- | -------------------------------------------------------------------- | -------------------------------------------------------------------- | -------------------------------------------------------------------- | -------------------------------------------------------------------- | -------------------------------------------------------------------- | -------------------------------------------------------------------- | -------------------------------------------------------------------- |
| 16-6-2019                                                            | San José                                                             | Haiti                                                                | 2 – 1                                                                | Bermuda                                                              | Gold Cup 2019 - 1º turno                                             | -                                                                    | 87’                                                                  |
| 20-6-2019                                                            | Frisco                                                               | Nicaragua                                                            | 0 – 2                                                                | Haiti                                                                | Gold Cup 2019 - 1º turno                                             | -                                                                    | 78’                                                                  |
| 24-6-2019                                                            | Harrison                                                             | Haiti                                                                | 2 – 1                                                                | Costa Rica                                                           | Gold Cup 2019 - 1º turno                                             | -                                                                    | 63’                                                                  |
| 2-7-2019                                                             | Glendale                                                             | Haiti                                                                | 0 – 1 dts                                                            | Messico                                                              | Gold Cup 2019 - Semifinale                                           | -                                                                    | 83’                                                                  |
| 15-10-2023                                                           | Port of Spain                                                        | Haiti                                                                | 2 – 3                                                                | Giamaica                                                             | CONCACAF Nations League 2023-2024 - 1º turno                         | -                                                                    | 80’                                                                  |
| Totale                                                               |                                                                      | Presenze                                                             | 22                                                                   |                                                                      | Reti                                                                 | 2                                                                    |                                                                      |

## Palmarès

### Individuale
- Capocannoniere del campionato armeno: 1

2018-2019 (17 reti)
- Capocannoniere della Coppa d'Armenia: 1

2021-2022 (2 reti)